# Dirac (kompresní formát)
Dirac je ztrátový kompresní formát obrazových dat (ale umožňuje také bezeztrátovou kompresi), založený na vlnkové kompresi. Dirac je pojmenován po britském vědci Paulu Diracovi. Byl představen televizní společností BBC v lednu 2004 a verze 1.0 kodeku byla publikována v roce 2008. Budoucí vývoj bude spočívat pouze v optimalizacích a opravách chyb. Cílem referenční implementace je dekódovat video v rozlišení 720×576i pixelů (PAL TV) při 25 fps v reálném čase. Současný stav je okolo 17 fps na 3 GHz PC. Původní referenční implementace, kodek dirac-research, je napsána v jazyku C++ a od 11. března 2004 sídlí na SourceForge. Mezitím byla ovšem překonána novou implementací napsanou v jazyce C nazývanou Schrödinger, jež je vysoce optimalizovaná a dostupná pod více a liberálnějšími licencemi, mimo jiné licencí MIT. Jedná se o knihovny a pluginy pro GStreamer. Projekt je pojmenován po Erwinu Schrödingerovi.

## Technologie
Kodek může pracovat s obrazy od nízkých (QCIF, 176×144 pixelů) po HDTV (1920×1080) a vyšší rozlišení. Na rozdíl od kodeků typu MPEG-4 není založen na DCT ale na vlnkové kompresi (použité například ve standardu JPEG 2000).

## Licence
BBC uvolnilo zdrojové kódy k referenční implementaci Dirac jako svobodný software a open source pod licencemi Mozilla Public License 1.1, GNU GPL 2, GNU LGPL 2.1. Schrödinger je šířen pod licencemi Mozilla Public License 1.1, GNU GPL 2, GNU Library General Public License 2 a MIT.